# Erfurter Pfaffenstürmen

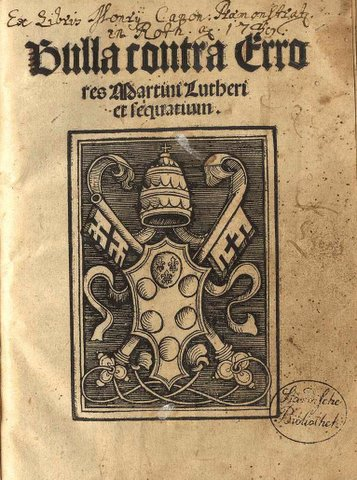
Bulle Exsurge Domine

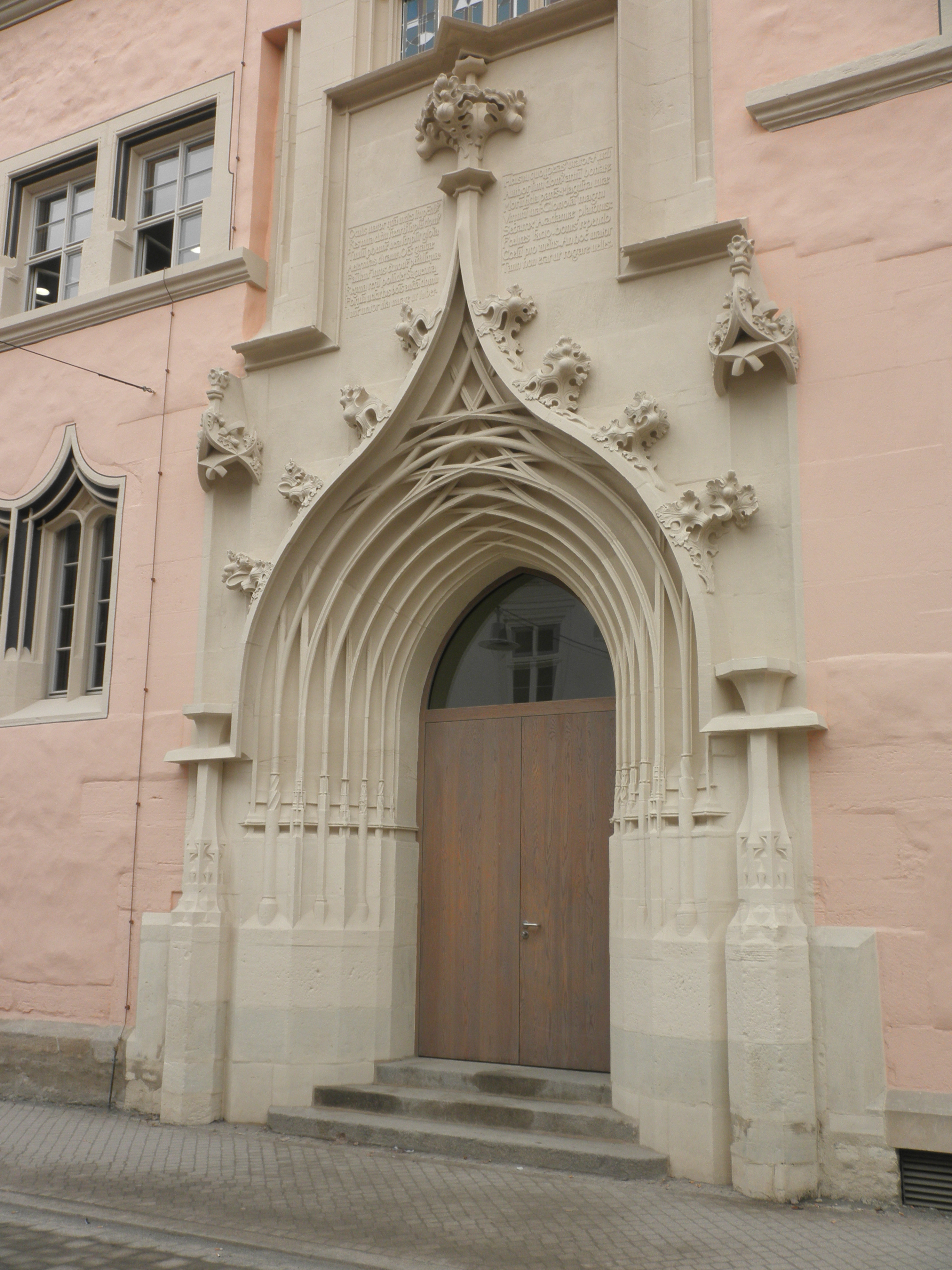
Portal des Großen Kollegs der Erfurter Universität

Als Erfurter Pfaffenstürmen werden Unruhen bezeichnet, die im Frühsommer 1521 in Erfurt stattfanden.
Hintergrund war die gegen den Reformator Martin Luther gerichtete Bannandrohungsbulle, die auch etwaige Sympathisanten in Gefahr brachte, als Häretiker zu gelten, und dadurch für Nervosität an den Universitäten sorgte. Im August 1520 wurde eine anonyme Schrift unter dem Titel „Erfurter Bekanntmachung zugunsten Martin Luthers“ (Intimatio Erphurdiana pro Martino Luthero) veröffentlicht. Der Text rief dazu auf, „beherzt für das Wort Gottes einzutreten, den Feinden Luthers zu wehren“ und insbesondere die Bannandrohungsbulle in kleine Stücke zu zerreißen. Angeblich war es eine Solidaritätserklärung der Erfurter Theologischen Fakultät, tatsächlich aber wohl das Werk einzelner Dozenten, wie Justus Jonas, und sympathisierender Studenten. Die Intimatio wurde des Nachts an der Tür des Großen Kollegs angeschlagen, eine Aktion, bei der Bewohner der schlesischen Bursa pauperum involviert waren – die Universität untersuchte die Sache, konnte aber die Details nicht aufklären.
Erfurter Studenten betrachteten sich in der Folgezeit als Kämpfer für die Sache Luthers. Als Luthers ausgemachter Gegner Johannes Eck als päpstlicher Nuntius nach Erfurt reiste, lauerten ihm bewaffnete Studenten auf und hinderten ihn daran, die Stadt zu betreten.
Im Oktober 1520 bot der Erfurter Drucker Johannes Knappe Exemplare der Bulle zum Kauf an; Studenten nahmen diese an sich, zerfetzten sie und warfen die Schnipsel ins Wasser, mit den Worten: „Es ist eine bulla (das lateinische Wort bedeutet auch Luftblase), soll sie im Wasser schwimmen!“ Der Drucker bekam seinen Schaden nicht ersetzt, die Täter wurden nicht belangt.
Im Mai und Juni 1521 kam es dann zu Pfaffenstürmen, militanten Aktionen von Anhängern Luthers. Neben Studenten waren auch Handwerksknechte, Angehörige des niederen Adels und Bauern involviert. Anlass für dieses sogenannte Erfurter Pfaffenstürmen waren Kirchenstrafen, die gegen drei Kanoniker (Nikolaus Rottenhöfer, Johannes Draconites und Justus Jonas) verhängt worden waren, weil sie an einem Umtrunk mit Luther teilgenommen hatten. Die Studenten verlangten ebenso wie Crotus Rubeanus als Rektor, dass diese Strafen zurückgenommen würden. Das geschah im Fall von Rottenhöfer und Draconites auch – Jonas betraf es gar nicht mehr, denn der war mit Luther weiter nach Worms gereist. Trotzdem eskalierte die Situation. In den Kurien der Domimmunität wurden Statussymbole der Stiftsherren, wie Glasfenster, Bücher oder Mosaiktische, zerstört. Auch das Eigentum von Draconites wurde verwüstet. Die Unruhen hatten losgelöst von dem Anlass eine Eigendynamik gewonnen.
Luther befand sich unterdessen inkognito auf der Wartburg. Er missbilligte die Exzesse, hatte aber auch Verständnis für die Akteure.